# リュシアン・プティパ

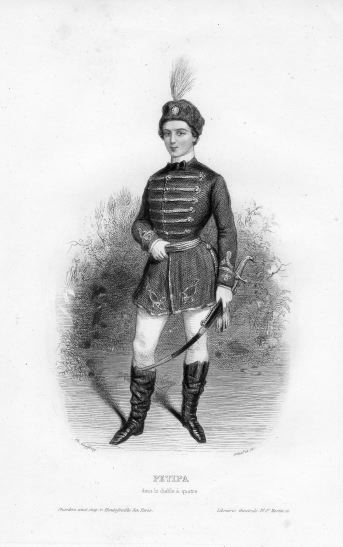
リュシアン・プティパ、1845年

リュシアン・プティパ（Lucien Petipa,1815年12月22日 – 1898年7月7日） は、フランスのバレエダンサー、振付家である。著名な振付家、マリウス・プティパは彼の3歳下の弟に当たる。
　

## プロフィール
リュシアン・プティパは、ジャン＝アントワーヌ・プティパの息子としてマルセイユに生まれた。
リュシアンはロマンティック・バレエ期のダンサーとして、沢山の役柄を踊った。よく知られているのは、『ジゼル』（1841年）におけるアルブレヒト役を初演したことである。
1865年にはパリ・オペラ座のメートル・ド・バレエに就任し、振付家としても活動した。リュシアンは1898年にヴェルサイユで死去した。

## 主な作品

### 主演
- 『ジゼル』（1841年）
- 『ラ・ペリ』 [2]（1843年）
- 『パキータ』（1846年）

### 振付
- 『シャクンタラ』（1858年）
- 『ナムーナ』（1882年）